# 야마구치 다쿠미
야마구치 다쿠미(일본어: 山口 卓己, 2000년 7월 21일~)는 일본의 축구 선수이다.

## 구단 경력
그는 2022년 J3리그의 가고시마 유나이티드 FC에 입단했다. 2023년 J3리그 준우승으로 J2리그로 승격했다. 2024년후 J3리그에 강등했다.